# Aagaardia longicalcis
Aagaardia longicalcis is een muggensoort uit de familie van de dansmuggen (Chironomidae). De wetenschappelijke naam van de soort is voor het eerst geldig gepubliceerd in 2000 door Saether.

## Etymologie
De naam van de soort is een samenstelling van Latijn longus (=lang) en calx (=hiel).

## Voorkomen
De soort komt voor in twee nationale parken (Kouchibouguac National Park en Cape Breton Highlands
National Park) in Canada.